# Martin Steffan
Martin Steffan (* 30. November 1876; † nach 1953) war ein deutscher Fechter und Teilnehmer an den Olympischen Spielen 1912 in Stockholm. Er focht anfangs in Mannheim, später beim Darmstädter Fecht-Club. In Darmstadt war er langjährig als Vereinsvorsitzender tätig, zwischen 1914 und 1940 übernahm Steffan das Amt des Schatzmeisters beim Deutschen Fechter-Bund.

## Erfolge
Bei den Gauverbandsfesten des Gauverbands mittelrheinischer Fechtklubs nahm Steffan zwischen 1901 und 1925 mehrmals teil. 1901 gewann er den Wettbewerb im Florett in fester Mensur. 1903 wurde er Zweiter mit dem Florett in loser Mensur, damals schon als Mitglied des Darmstädter FC. 1911 gewann er das Gauverbandsfest nochmals mit dem Florett und wurde Zweiter mit dem Säbel. 1924 belegte er den neunten Platz bei den Deutschen Meisterschaften im Säbelfechten.
1912 focht Steffan bei den Olympischen Spielen in Stockholm im Säbeleinzel und schied dabei in der ersten Runde aus.

## Tätigkeit als Sportfunktionär
Steffan war langjähriger Vorsitzender des Darmstädter Fecht-Clubs und wurde 1914 Schatzmeister des 1911 gegründeten Deutscher Fechter-Bundes. In diesem Amt blieb er bis 1940. Nachdem das Verbot des Sportfechtens durch die Alliierten nach dem Zweiten Weltkrieg aufgehoben wurde, war Steffan Alterspräsident bei der Wiedergründung des Deutschen Fechter-Bundes. 1953 trat er vom Vorsitz des Darmstädter Fecht-Clubs zurück, sein Nachfolger wurde Heinrich Hahn.